# U-383
| U-383                      | U-383                                                          | U-383                                                          |
| -------------------------- | -------------------------------------------------------------- | -------------------------------------------------------------- |
|                            |                                                                |                                                                |
|                            |                                                                |                                                                |
|                            |                                                                |                                                                |
| Під прапором               | Третій рейх                                                    | Третій рейх                                                    |
| Спуск на воду              | 22 квітня 1942 року                                            | 22 квітня 1942 року                                            |
| Виведений зі складу флоту  | 1 серпня 1943 року                                             | 1 серпня 1943 року                                             |
| Сучасний статус            | затоплений                                                     | затоплений                                                     |
| Проєкт                     |                                                                |                                                                |
| Тип ПЧ                     | Торпедний ДПЧ                                                  | Торпедний ДПЧ                                                  |
| Основні характеристики     |                                                                |                                                                |
| Швидкість (надводна)       | 17,7 вузлів                                                    | 17,7 вузлів                                                    |
| Швидкість (підводна)       | 7,6 вузлів                                                     | 7,6 вузлів                                                     |
| Робоча глибина занурення   | 100 м                                                          | 100 м                                                          |
| Гранична глибина занурення | 220 м                                                          | 220 м                                                          |
| Екіпаж                     | 44 осіб                                                        | 44 осіб                                                        |
| Розміри                    |                                                                |                                                                |
| Довжина найбільша (по КВЛ) | 67,1 м                                                         | 67,1 м                                                         |
| Ширина корпусу найб.       | 6,2 м                                                          | 6,2 м                                                          |
| Висота                     | 9,6 м                                                          | 9,6 м                                                          |
| Середня осадка (по КВЛ)    | 4,70 м                                                         | 4,70 м                                                         |
| Водотоннажність надводна   | 769 т                                                          | 769 т                                                          |
| Озброєння                  |                                                                |                                                                |
| Артилерія                  | одна палубна гармата калібру 88-мм, одна 20-мм зенітна гармата | одна палубна гармата калібру 88-мм, одна 20-мм зенітна гармата |
| Торпедно- мінне озброєння  | 4 носових і один кормовий ТА. 14 торпед або 26 мін             | 4 носових і один кормовий ТА. 14 торпед або 26 мін             |

U-383 — німецький підводний човен типу VIIC, часів  Другої світової війни.
Замовлення на будівництво човна було віддане 15 серпня 1940 року. Човен був закладений на верфі суднобудівної компанії «Howaldtswerke AG» у Кілі 29 березня 1941 року під заводським номером 14, спущений на воду 22 квітня 1942 року, 6 червня 1942 року увійшов до складу 8-ї флотилії. Також за час служби входив то складу 9-ї флотилії. Єдиним командиром човна був капітан-лейтенант Горст Кремсер.
Човен зробив 4 бойових походи, в яких потопив 1 судно.
Потоплений 1 серпня 1943 року в Північній Атлантиці західніше Бреста (47°24′ пн. ш. 12°10′ зх. д. / 47.400° пн. ш. 12.167° зх. д.) глибинними бомбами британського летючого човна «Сандерленд». Всі 52 члени екіпажу загинули.

## Потоплені та пошкоджені кораблі[3]
| Назва        | Тип     | Належність | Дата           | Тоннаж (БРТ) | Вантаж | Статус    | Місце                                                       |
| Jon Olafsson | траулер | Ісландія   | 24 жовтня 1942 | 423          |        | потоплено | 62°09′ пн. ш. 16°52′ зх. д. / 62.150° пн. ш. 16.867° зх. д. |